# Wasserdost
Wasserdost (Eupatorium), auch Wasserhanf genannt, ist eine Pflanzengattung in der Familie der Korbblütler (Asteraceae). Die etwa 45 Arten gedeihen in gemäßigten Gebieten der Nordhalbkugel.

## Beschreibung

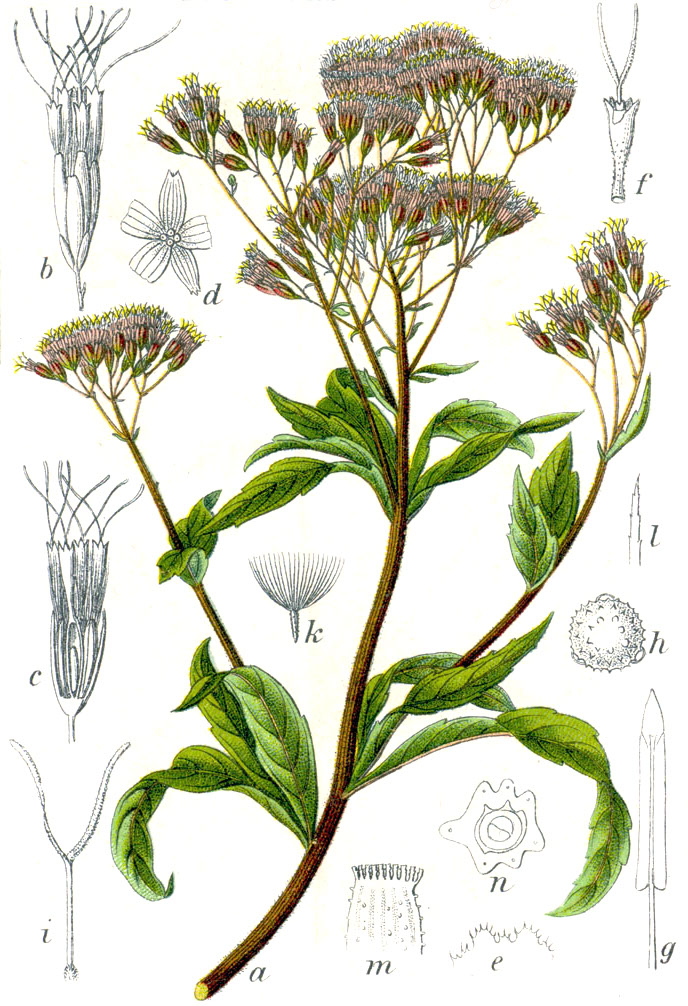
Illustration des Gewöhnlichen Wasserdosts (Eupatorium cannabinum)

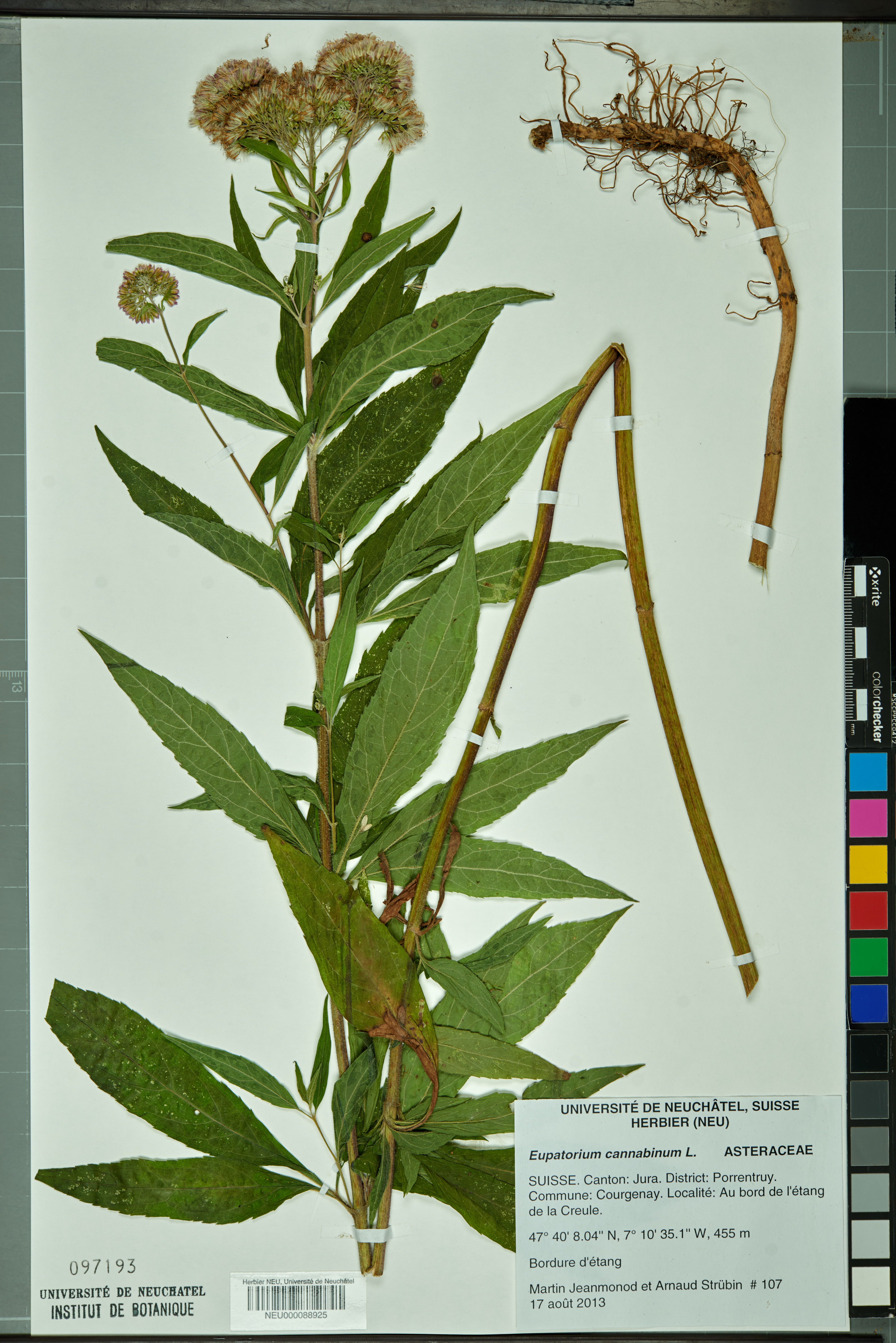
Herbarbeleg des Gewöhnlichen Wasserdosts (Eupatorium cannabinum) mit unter- und oberirdischen Pflanzenteilen

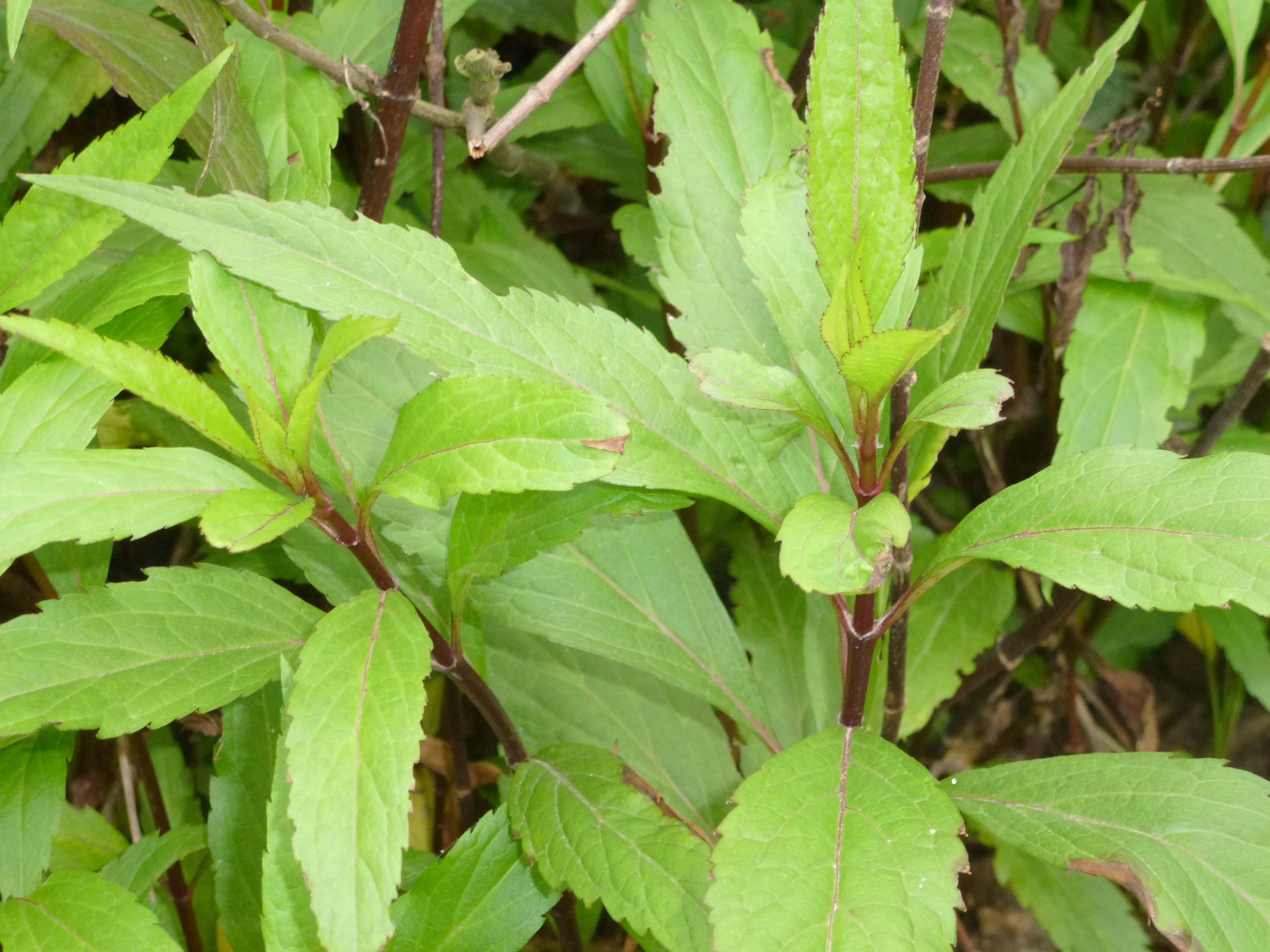
Gegenständige, gestielte, fiedernervige Laubblätter von Eupatorium fortunei

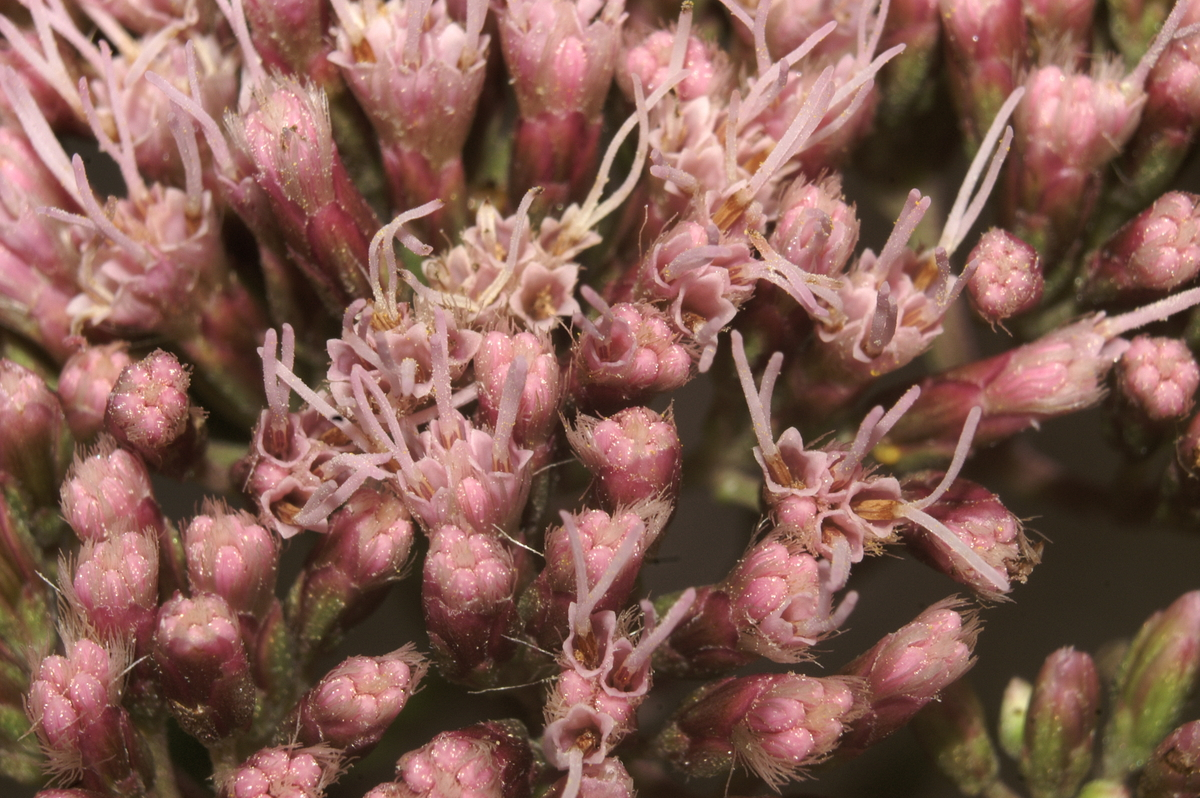
In einem Blütenkörbchen befinden sich nur wenige Blüten, hier beim Gewöhnlichen Wasserdost (Eupatorium cannabinum)

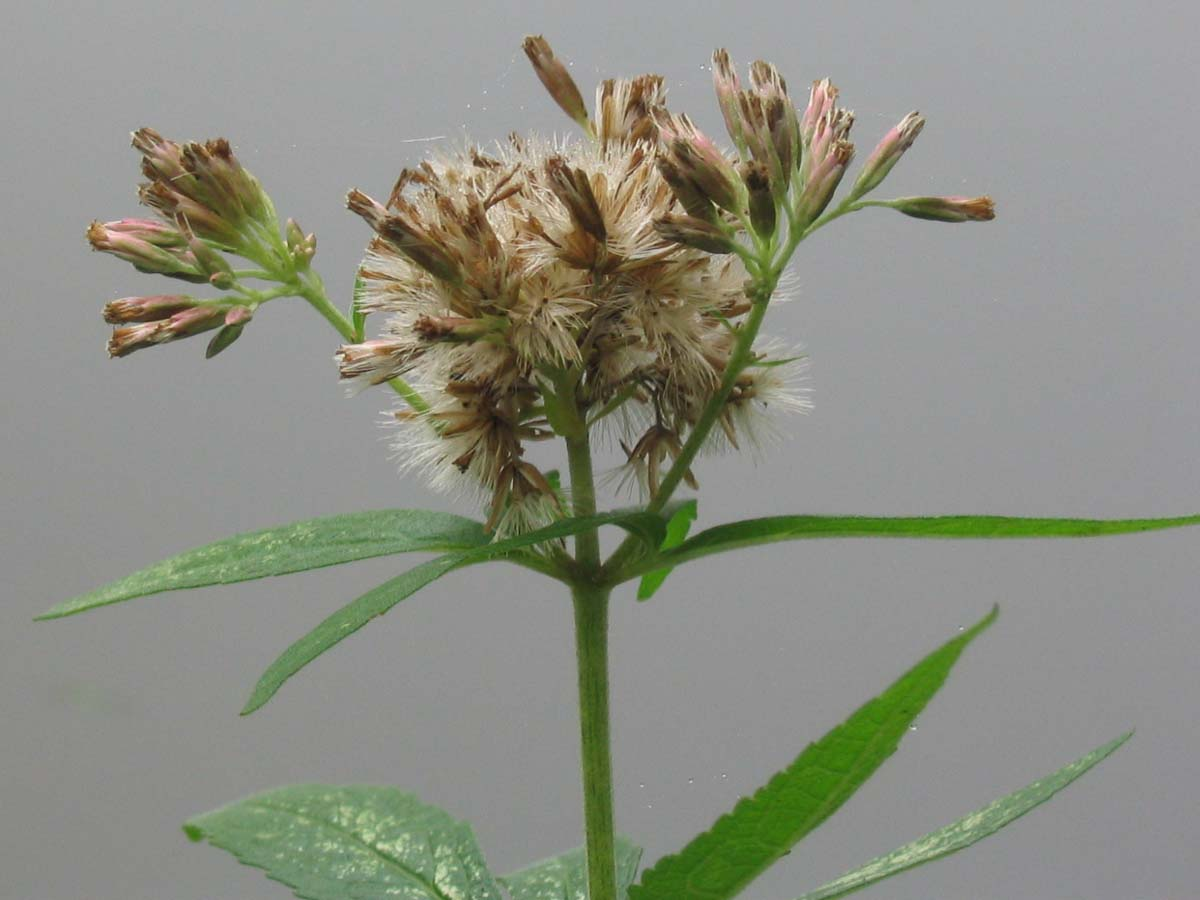
Fruchtstand des Gewöhnlichen Wasserdosts (Eupatorium cannabinum)

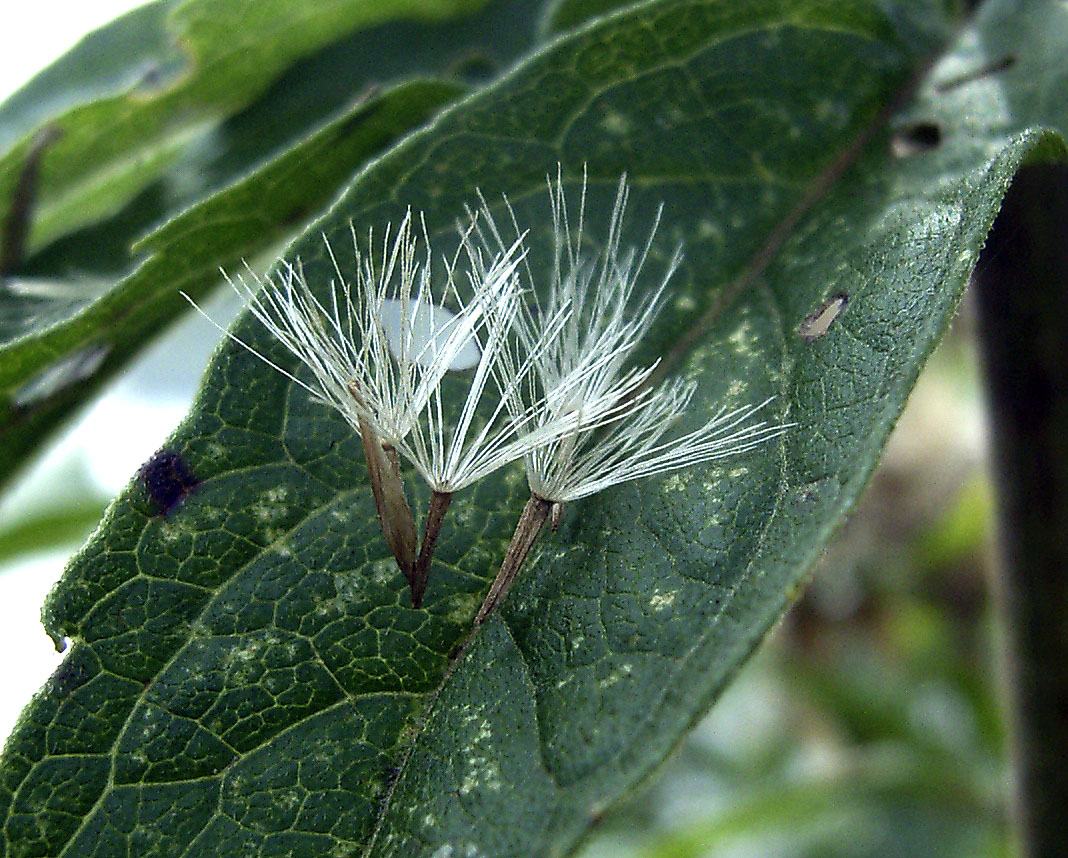
Achänen mit Pappus des Gewöhnlichen Wasserdosts (Eupatorium cannabinum)

### Vegetative Merkmale
Wasserdost-Arten sind einjährige oder ausdauernde krautige Pflanzen, die Wuchshöhen von 30 bis 200 Zentimeter erreichen. Es wird ein Rhizom oder eine Verdickung an der Basis der Sprossachse (Caudex) gebildet. Die selbstständig aufrechten Stängel sind meist bis zu den Verzweigungen des Blütenstandes nicht verzweigt.
Die meist gegenständig am Stängel verteilt, selten wirtelig oder manchmal am oberen Ende fast gegenständig bis wechselständig, angeordneten Laubblätter sind gestielt oder ungestielt. Die Blattspreiten besitzen drei Hauptnerven oder sind fiedernervig. Die Blattspreiten sind meist einfach und deltaförmig oder eiförmig bis lanzettlich oder linealisch; manchmal kommen auch ganz andere Spreitenformen vor. Bei manchen Arten kommen auch fiederspaltig fiederlappige Blattspreiten vor (beispielsweise Gewöhnlicher Wasserdost (Eupatorium cannabinum)). Die Blattränder sind mehr oder weniger glatt, gezähnt oder gesägt. Die Blattflächen sind kahl oder flaumig bis rau oder borstig behaart und meist drüsig punktiert.

### Generative Merkmale
In schirmtraubigen oder zerstreut bis dichten, verzweigten, pyramidalen rispigen, Gesamtblütenständen stehen die körbchenförmigen Teilblütenständen zusammen. Die ungestielten oder gestielten Blütenkörbchen sind immer scheibenförmig. Die Körbchenhülle (Involucrum) ist bei einem Durchmesser von 1 bis 3 bis 5 oder mehr Millimetern verkehrt-kegelförmig bis ellipsoid. Meist 10 bis 15 (7 bis 22) meist haltbare Hüllblätter überlappen sich schwach bis stark dachziegelartig und sind in meist zwei bis drei, selten bis zu fünf Reihen zusammen; manchmal sind die inneren Hüllblätter hinfällig. Bei manchen Arten wie Eupatorium album sind die Hüllblätter der farbig auffälligste Teil des Blütenstandes. Die meist grünen Hüllblätter sind, zwei- bis dreinervig oder es sind kaum Nerven erkennbar, sie können auch fiedernervig sein. Die meist ungleichen, manchmal fast gleichen Hüllblätter sind elliptisch, lanzettlich, länglich oder verkehrt-eiförmig. Die Ränder der Hüllblätter sind trockenhäutig, durchscheinend und die oberen Enden sind gerundet bis spitz oder zugespitzt, manchmal stachelspitzig. Die Flächen der Hüllblätter sind meist fein oder zottig behaart, selten kahl und meist sind sie drüsig punktiert. Typisch für die Gattung Eupatorium s. str. ist der flache, selten schwach konvexe Blütenkorbboden. Auf dem Körbchenboden befinden sich keine Spreublätter.
Im körbchenförmigen Blütenstand befinden sich nur radiärsymmetrische Röhrenblüten. Bei den meisten Arten enthalten die Blütenkörbchen nur drei bis fünf Blüten. Nur bei den drei Arten Eupatorium perfoliatum, Eupatorium serotinum und Eupatorium resinosum sind in den Blütenkörbchen mehr als fünf Blüten vorhanden, maximal enthalten sie 23 Blüten.
Alle Blüten sind zwittrig und fertil. Die Kronblätter sind meist weiß oder durch Anthozyan rötlich, rosa-, lavendel- bis purpurfarben. Die fünf Kronblätter sind schmal trichterförmig bis schmal glockenförmig verwachsen und die Kronröhre ist an ihre Basis auch schmal. Konzentriert auf die Basis der Kronröhre, den Kronschlund und die Kronzipfel sind außen Drüsen vorhanden und selten kommen dort wenige Haare (Trichome) vor. Die Kronröhre endet in fünf relativ kurzen, dreieckigen Kronzipfeln sind etwas länger als breit.
Die Staubblattröhren ragen meist nicht aus der Kronröhre hinaus. Die oberen Anhängsel der Staubbeutel sind relativ groß, eiförmig-dreieckig und sind etwa 1,5-mal so lang wie breit. Die unteren Staubbeutel-Anhängsel sind stumpf bis gerundet, nur kurz oder fehlen fast. Nektarien können selten erkannt werden. Die Basis des Griffels ist flaumig behaart oder selten kahl (kahl bei Eupatorium capillifolium); der übrige Bereich des Griffels ist meist kahl. An der Griffelbasis kann ein geschwollener Knoten vorkommen. Die zwei Griffeläste sind fadenförmig bis etwas verbreitert oder im oberen Bereich verbreitert mit papillöser Oberfläche; sie sind oft die farbigsten Teile der Blüte. Die Griffeläste besitzen lange, fadenförmige, sterile Anhängsel mit einem stumpfen Ende.
Die bräunlichen bis schwärzlichen Achänen sind prismatisch geformt, immer fünfrippig meist kahl und drüsig punktiert. Der haltbare Pappus besteht aus einer Reihe mit meist 25 bis 40 (20 bis 50) weißlichen, bärtigen Borsten; sie sind im oberen Bereich gerundet oder es ist eine kurze Spitze vorhanden.

### Chromosomensätze
Die Chromosomengrundzahl beträgt x = 10. Es wurden selbst innerhalb einer Art, aber besonders bei den Hybriden, unterschiedliche Ploidiegrade ermittelt. Diploidie kommt nur bei den Arten Eupatorium lancifolium, Eupatorium resinosum, Eupatorium petaloideum, Eupatorium mikanioides, Eupatorium paludicola und Eupatorium album vor.

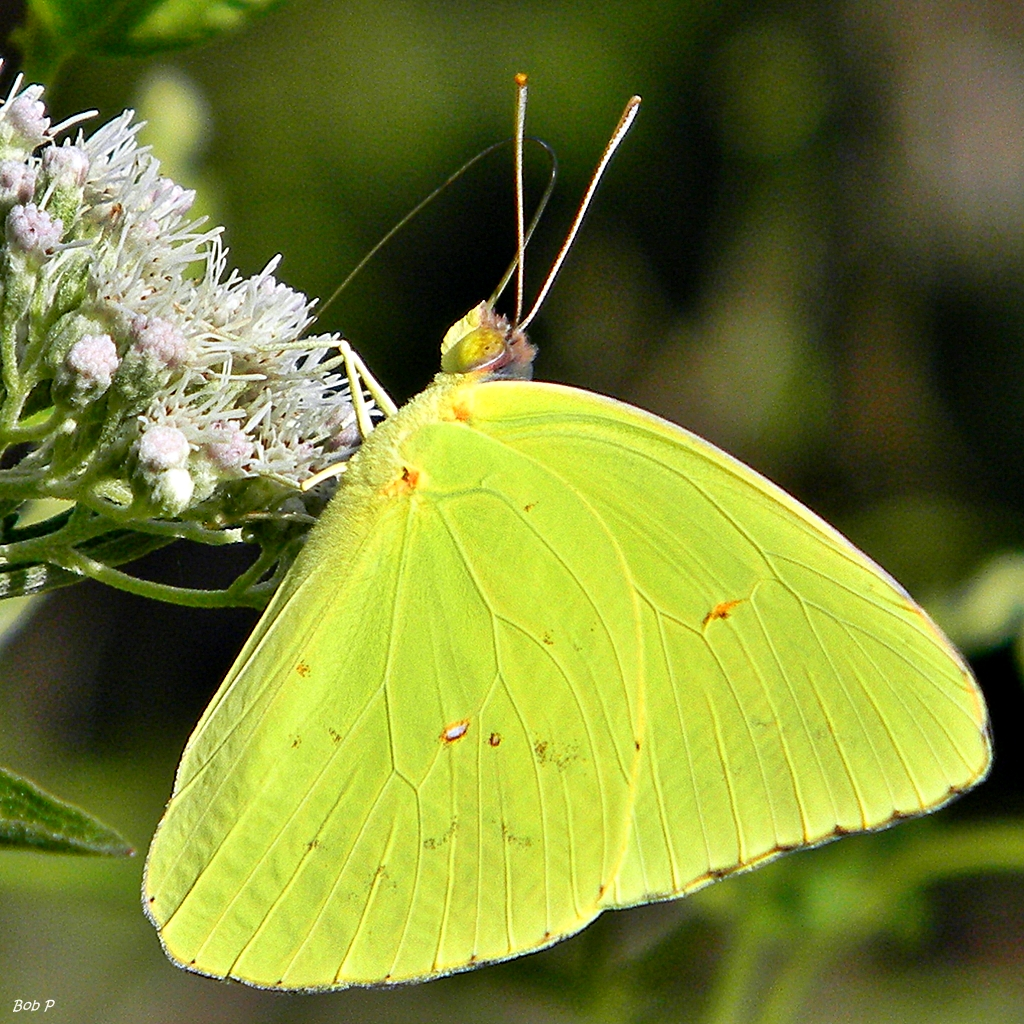
Phoebis sennae beim Nektarsaugen auf Blütenstand von Eupatorium serotinum

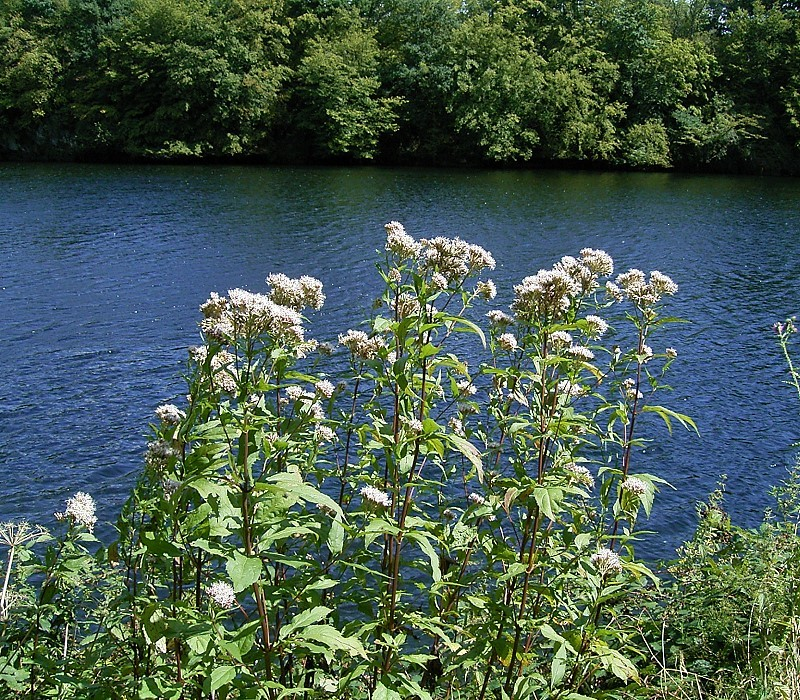
Habitus des Gewöhnlichen Wasserdost (Eupatorium cannabinum) im Habitat

## Ökologie
Bei Eupatorium-Arten handelt es sich selten um Therophyten, meist um Hemikryptophyten.
Apomixis kommt bei den Eupatorium-Arten und -Hybriden vor. Die Bestäubung durch Insekten ist häufig. Bei drei Arten erfolgt die Bestäubung über den Wind.
Meist erfolgt die Ausbreitung der Diasporen, es sind die Achänen, mittels des Pappus durch den Wind.

## Systematik, botanische Geschichte und Verbreitung
Die Gattung Eupatorium wurde 1753 durch Carl von Linné in Species Plantarum, 2, Seite 836 erstveröffentlicht. Der Gattungsname Eupatorium (von griechisch eupatórion) bezieht sich angeblich auf König von Pontus Mitridates VI. Eupator (132-63 v. Chr.), Typusart ist Eupatorium cannabinum L. der die auch eupatoria genannte Pflanze gegen eine Lebererkrankung eingenommen haben soll. Möglich ist aber auch eine Umbildung aus griechisch hēpatorion, dem Namen des gegen von der Leber, griechisch hepa, ausgehende Leiden eingesetzten Odermennigs. Ein Homonym ist Eupatorium Bubani veröffentlicht in Pietro Bubani: Flora Pyrenaea per ordines naturales gradatim digesta 2, 1899, Seite 268. Synonyme für Eupatorium L. sind: Eupatorium sect. Dalea Loudon, Eupatorium sect. Heterolepis Baker, Eupatorium sect. Pteropoda DC., Eupatorium sect. Subimbricata Hoffm., Caradesia Raf., Chrone Dulac, Cunigunda Bubani, Eriopappus Hort. ex Loudon, Eupatoriadelphus R.M.King & H.Rob., Eupatoriastrum Greenm., Halea L., Pseudokyrsteniopsis R.M.King & H.Rob., Viereckia R.M.King & H.Rob.
Die Gattung Eupatorium gehört zur Untertribus Eupatoriinae Dumort. aus der Tribus Eupatorieae Cass. in der Unterfamilie Asteroideae innerhalb der Familie Asteraceae. Die Gattung Eupatorium s. l. enthielt in früheren weiten Auffassungen 800 bis 1200 Arten und wurde durch King und Robinson 1987 in viele Gattungen aufgespalten. Die Gattungen, in die diese Arten gestellt wurden, sind: Ageratina, Chromolaena, Condylidium, Conoclinium, Critonia, Cronquistianthus, Eutrochium, Fleischmannia, Flyriella, Hebeclinium, Koanophyllon, Mikania, Tamaulipa. Diese Aufgliederung in kleinere Gattungen wurde kontrovers diskutiert, ist aber im 21. Jahrhundert gefestigt worden. Bei der Gattung Eupatorium s. str., im engeren Sinne, verbleiben 42 bis 45 Arten.
In Europa, Nordafrika und Vorderasien ist nur eine Art heimisch, der Gewöhnliche Wasserdost (Eupatorium cannabinum). Die anderen Arten kommen zumeist in Nordamerika (hauptsächlich im östlichen Teil), einige auch in Ostasien vor. In Nordamerika kommen etwa 20 Arten und etwa 4 Naturhybriden (es stellte sich 2007 heraus, dass auch zwei Arten der Flora of North America Naturhybriden sind) vor. In China kommen etwa 14 Arten vor, davon sechs nur dort.

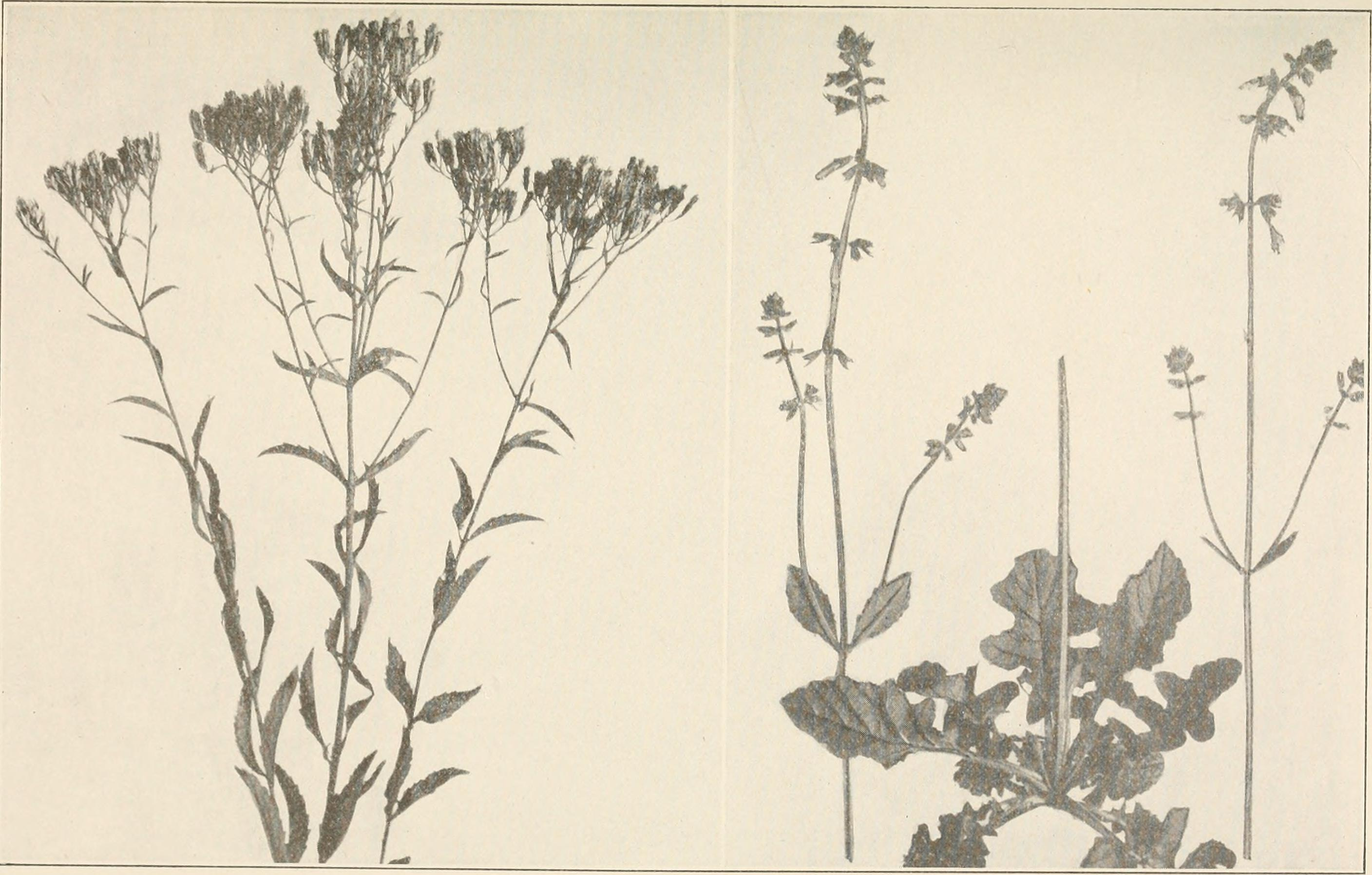
Abbildung von Eupatorium album aus The plants of southern New Jersey; with especial reference to the flora of the pine barrens and the geographic distribution of the species, 1911

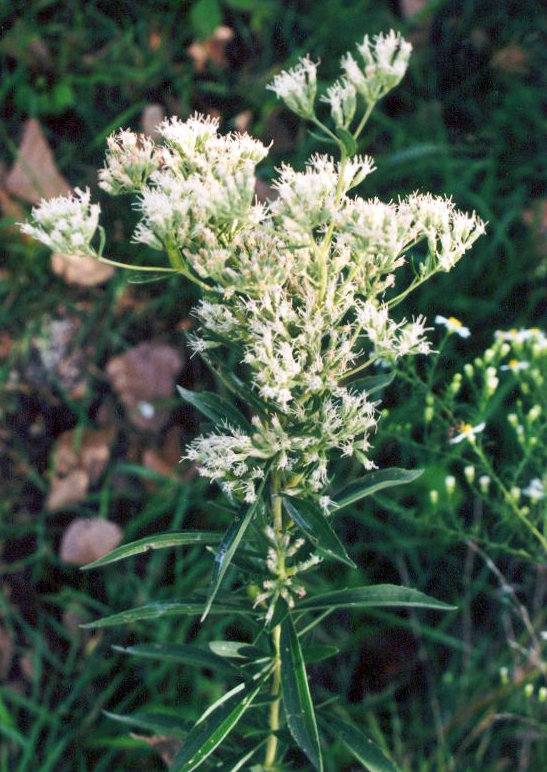
Blütenstand von Eupatorium altissimum

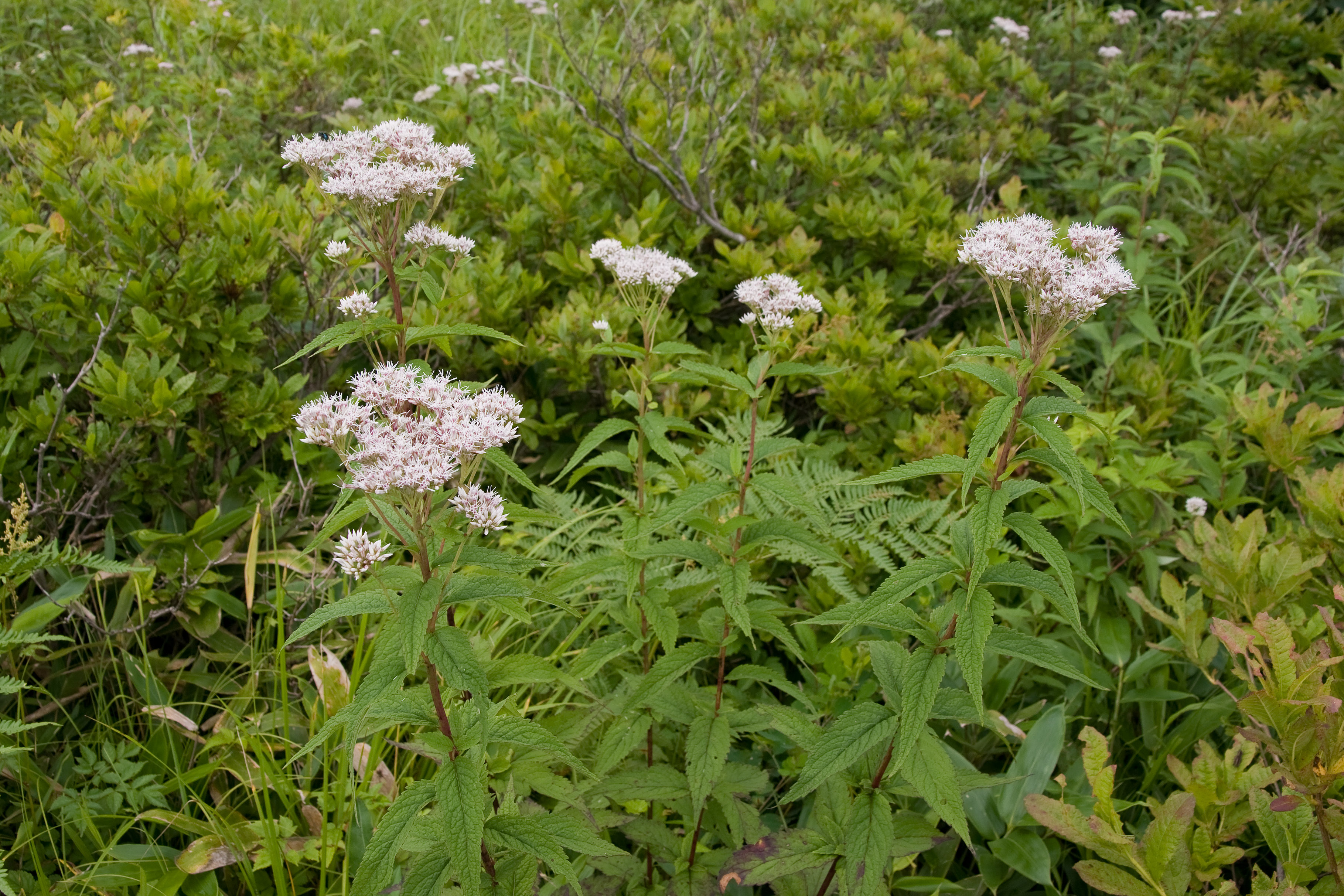
Eupatorium chinense

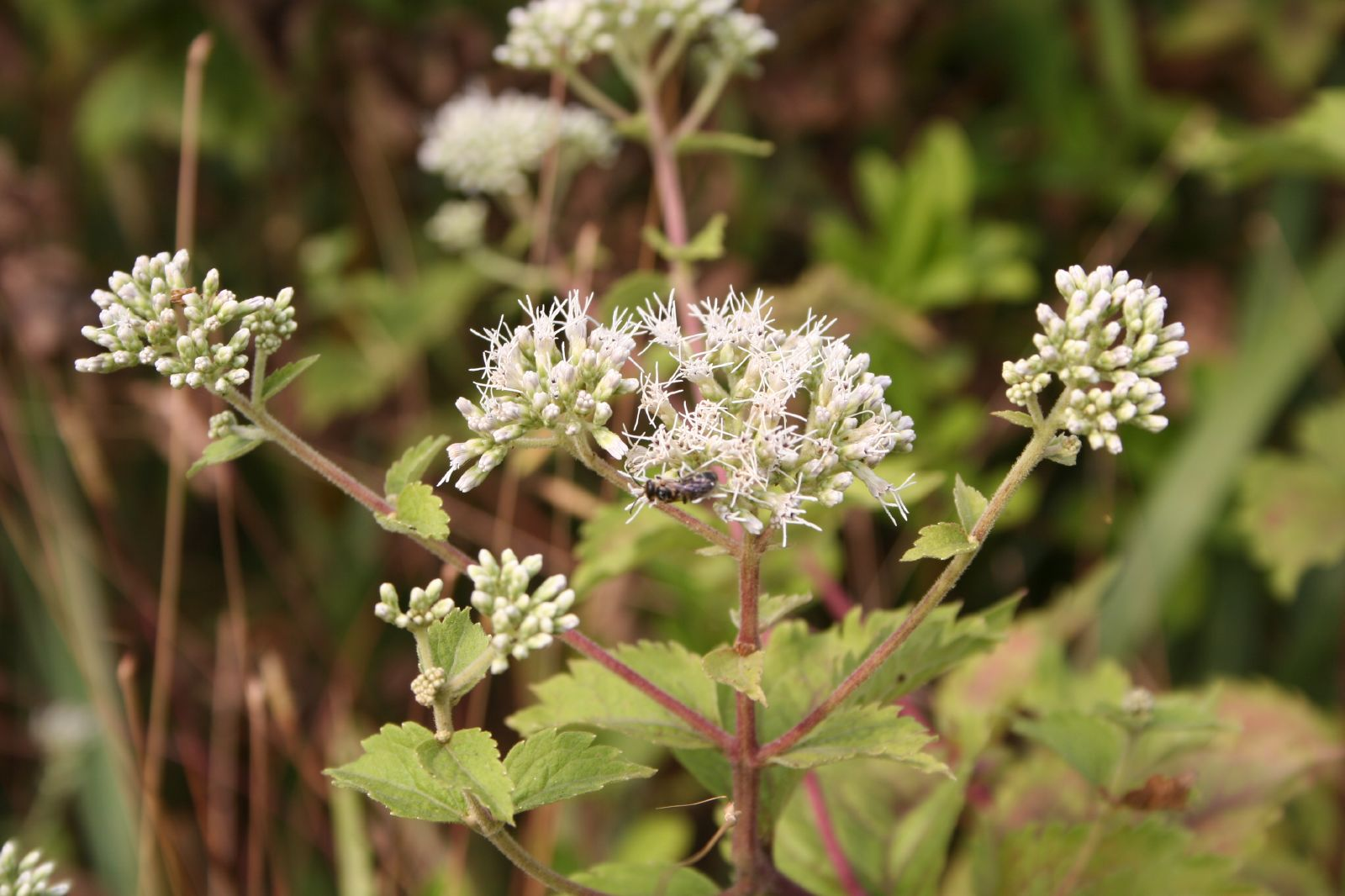
Blütenstand von Eupatorium formosanum

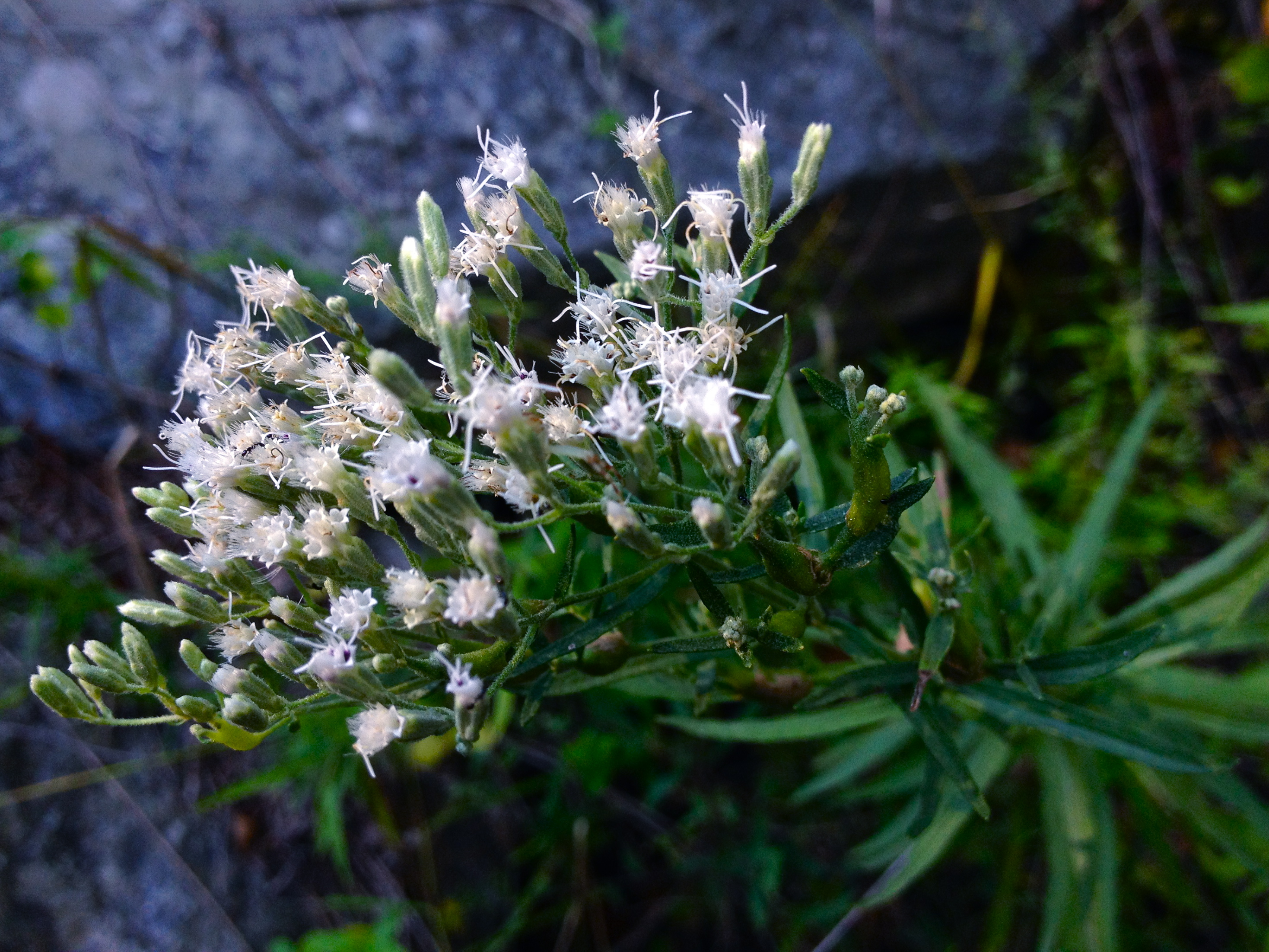
Blütenstand von Eupatorium hyssopifolium

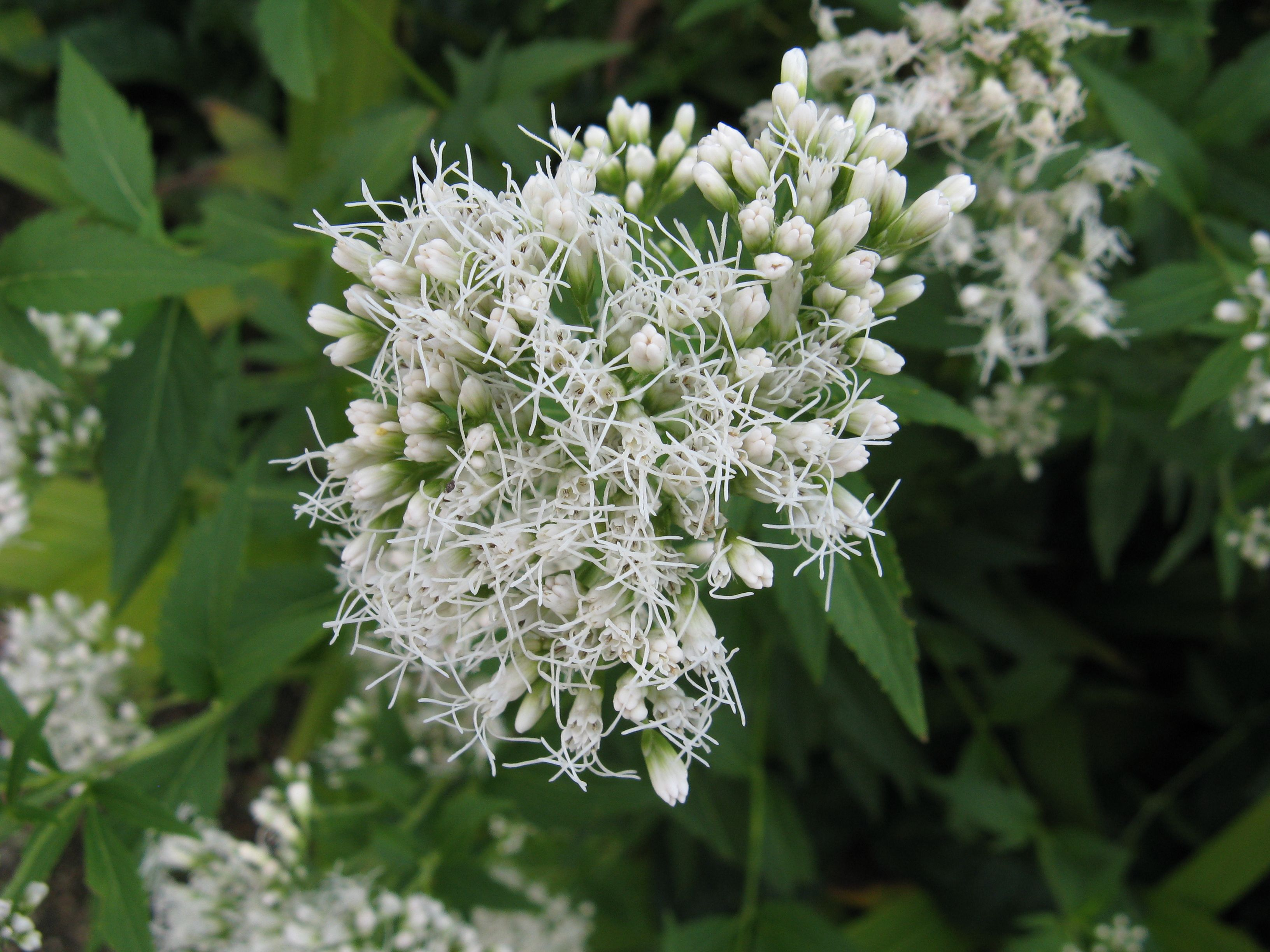
Blütenstand von Eupatorium japonicum

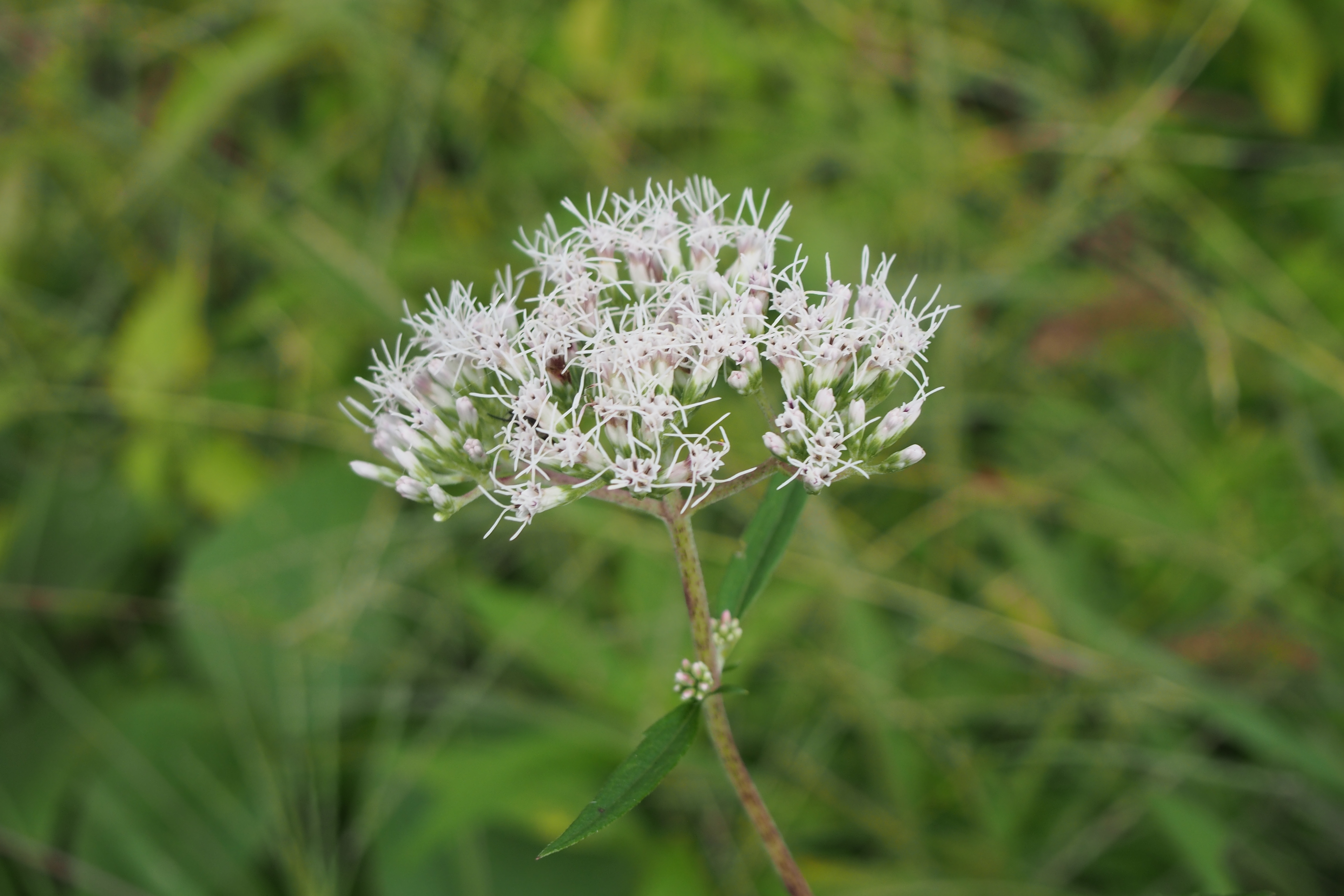
Blütenstand von Eupatorium lindleyanum

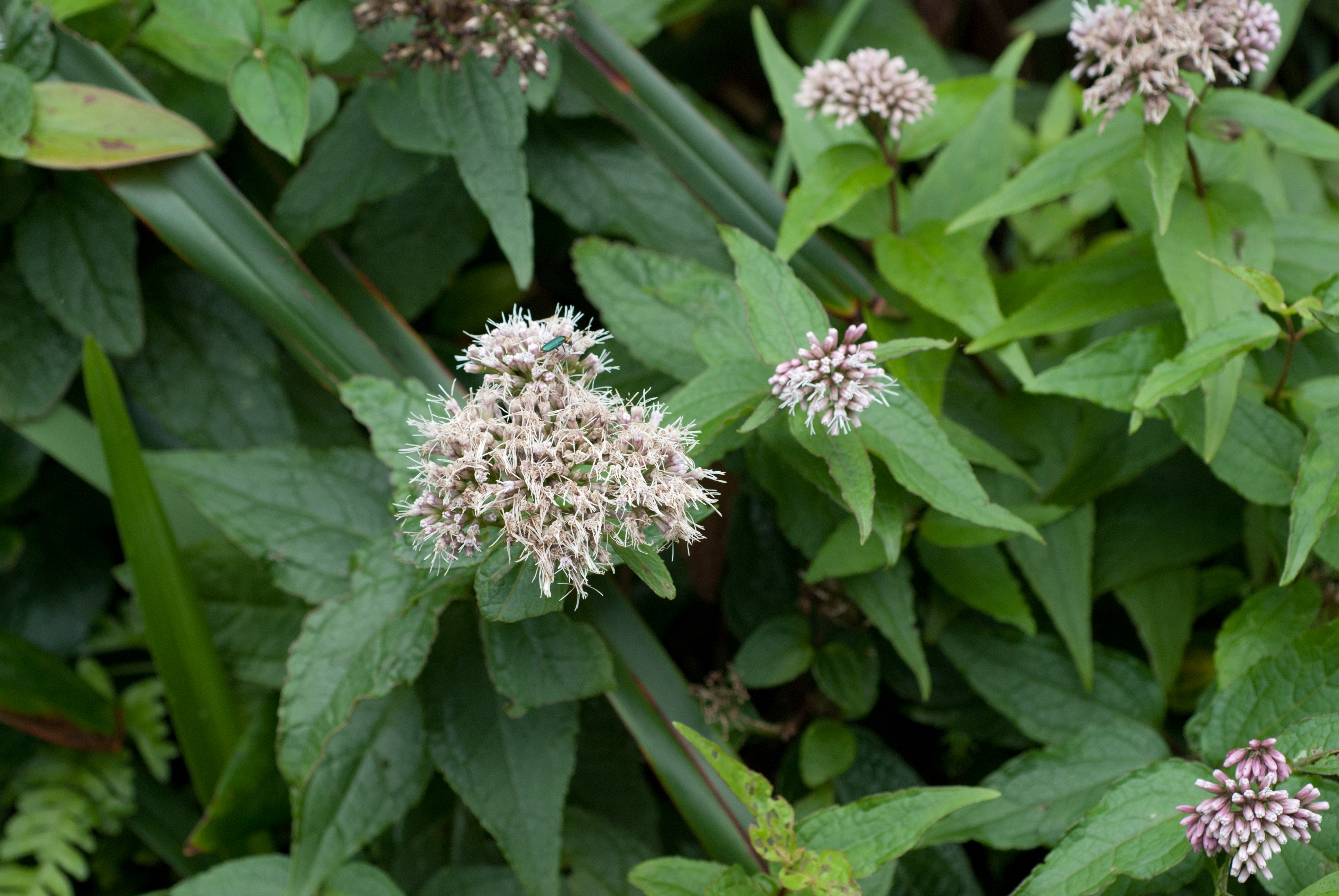
Laubblätter und Blütenstände von Eupatorium luchuense

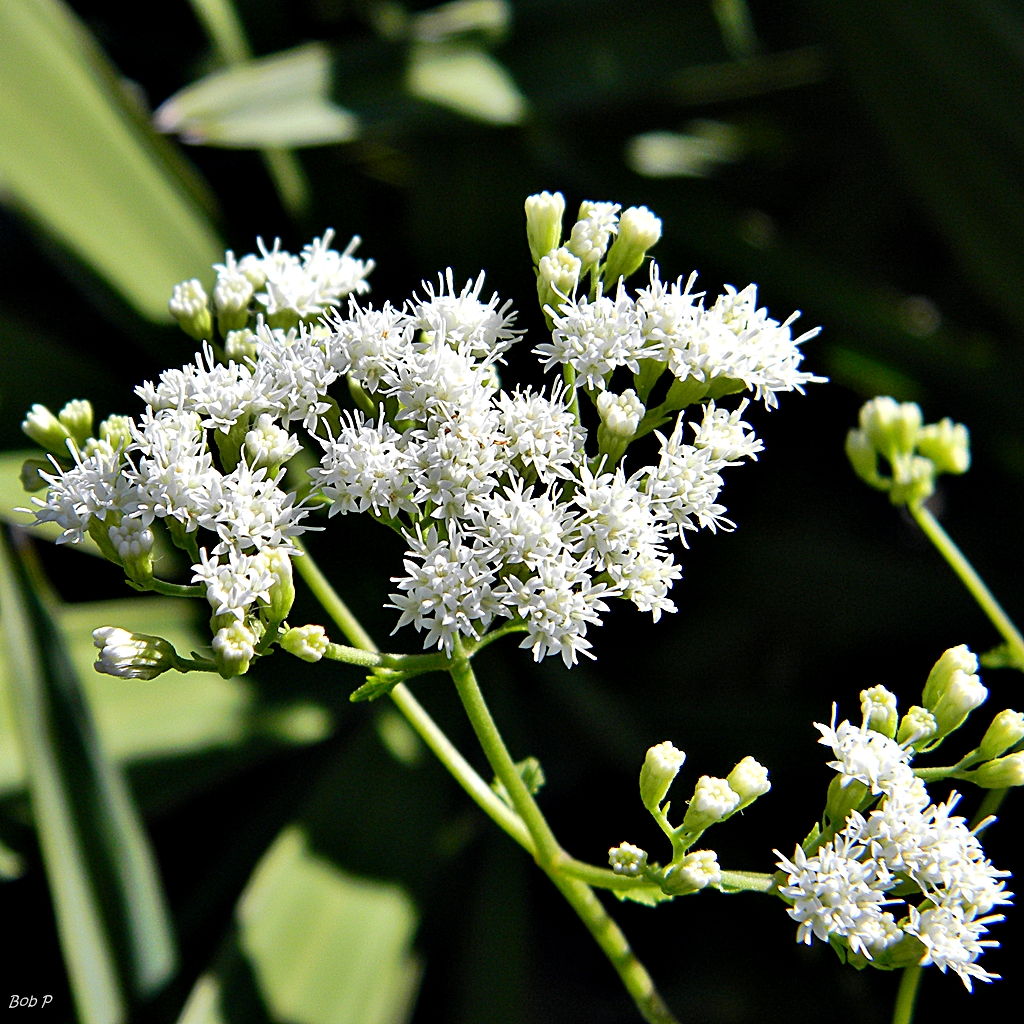
Ausschnitt eines Blütenstandes von Eupatorium mikanioides

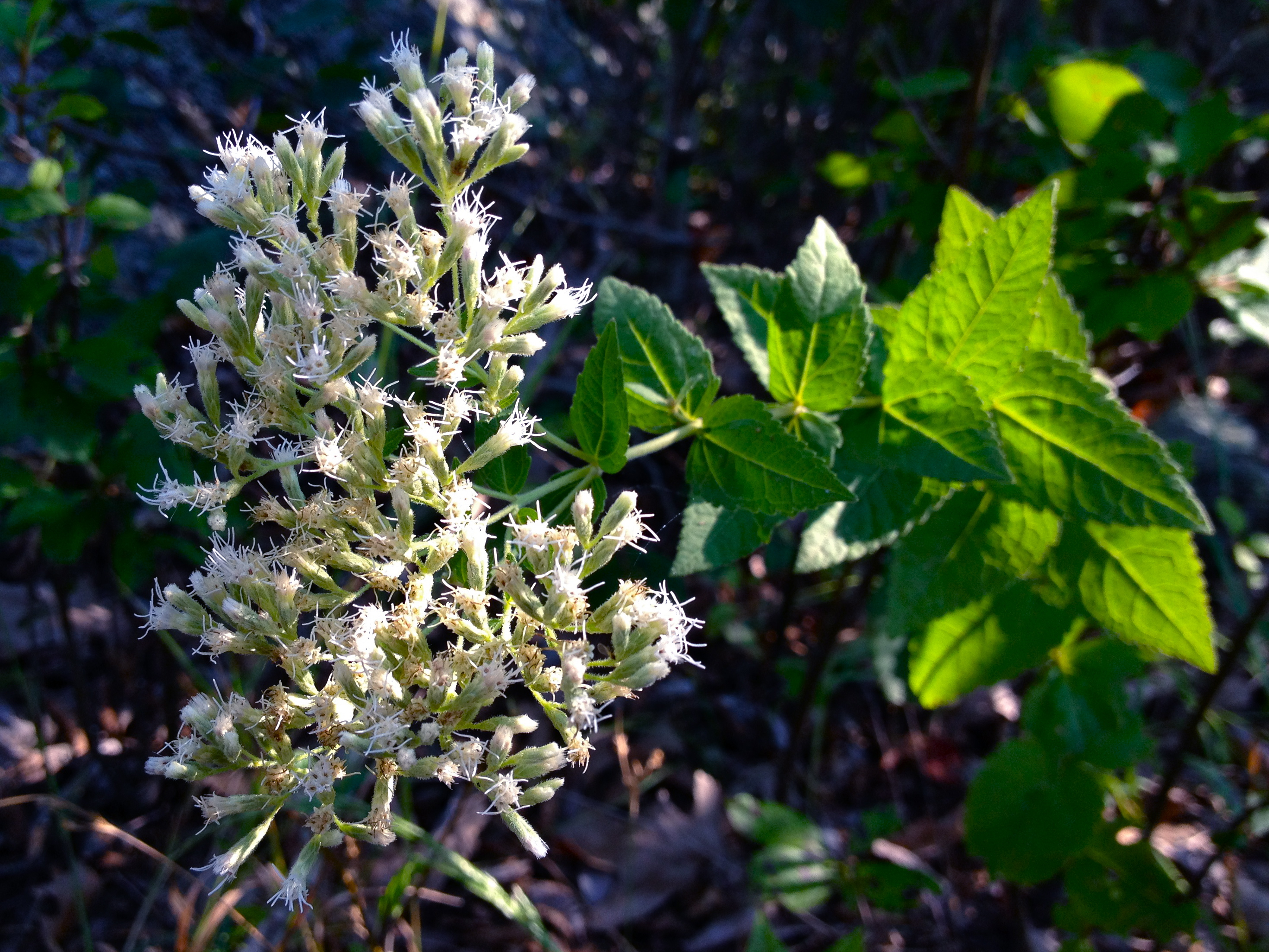
Blütenstand von Eupatorium rotundifolium

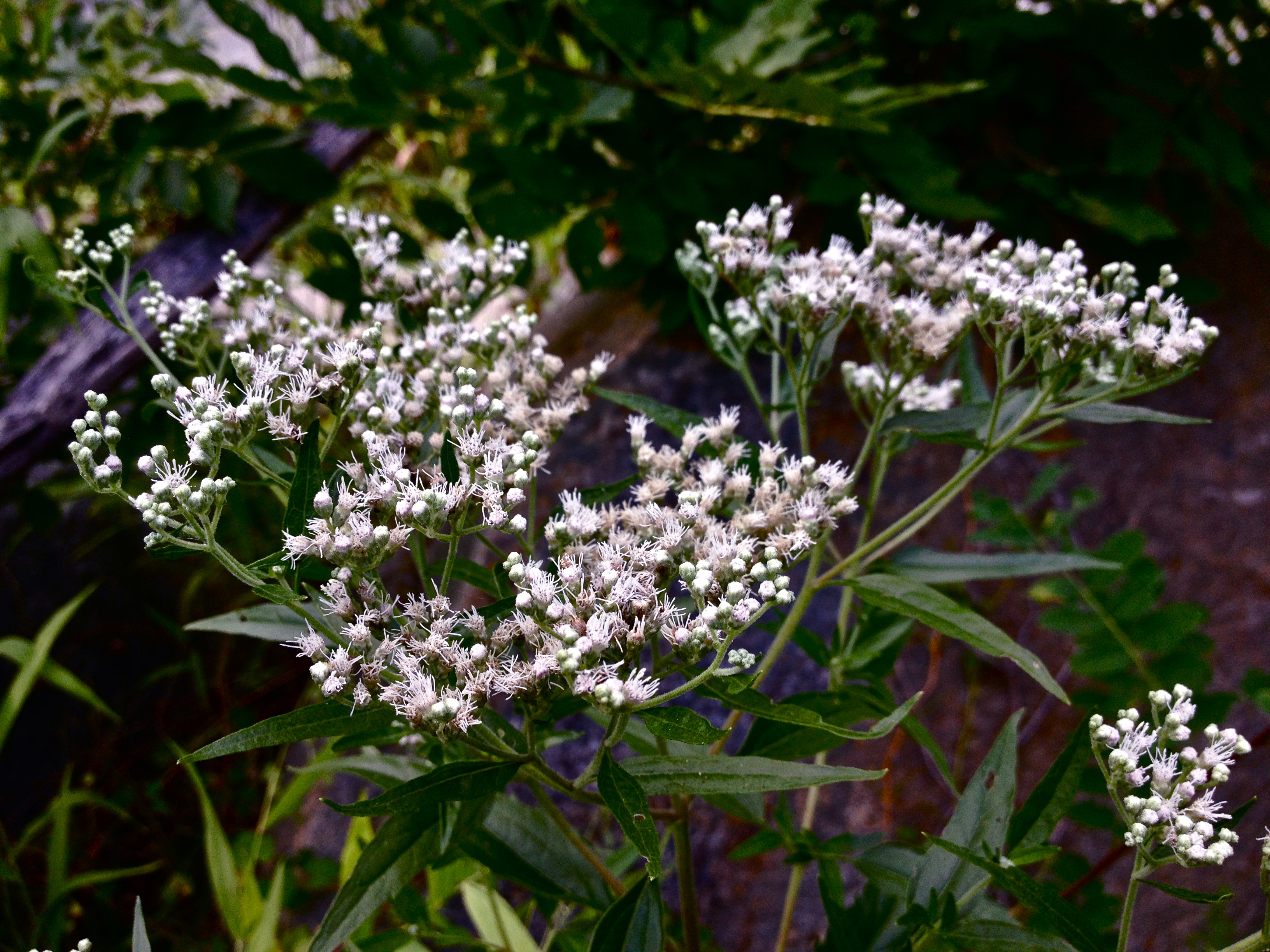
Blütenstand von Eupatorium serotinum

Es gibt etwa 42 Eupatorium-Arten und einige Naturhybriden:
- Eupatorium album L.: Die drei Varietäten sind in den östlichen Vereinigten Staaten verbreitet.[3]
  - Eupatorium album L. var. album: Sie gedeiht in Höhenlagen von 10 bis 300 Metern.[3]
  - Eupatorium album var. subvenosum A.Gray: Sie gedeiht in trockenen, offenen Pine Barrens und an Sandküsten in Höhenlagen von 0 bis 10, manchmal mehr, Metern in den östlichen US-Bundesstaaten Delaware, New Jersey, New York sowie im District of Columbia.
  - Eupatorium album var. vaseyi (Porter) Cronquist (Syn.: Eupatorium vaseyi Porter): Sie gedeiht in trockenen bis feuchten Wäldern in Höhenlagen von 20 bis 300 Metern.[3]
- Eupatorium altissimum L.: Sie gedeiht in Höhenlagen von 20 bis 400 Metern im kanadischen Ontario und in weiten Gebieten der zentralen bis östlichen Vereinigten Staaten.[3]
- Eupatorium amabile Kitam.: Sie gedeiht auf Grasländern, Hängen und Felsen nur in Taiwan.[2]
- Eupatorium anomalum Nash: Sie gedeiht in Höhenlagen von 10 bis 100 Metern in den südöstlichen US-Bundesstaaten Alabama, Florida, Georgia, North Carolina sowie South Carolina. Sie ist gefährdet.[3]
- Gewöhnlicher Wasserdost (Eupatorium cannabinum L.): Sie ist in Europa, Westasien und Nordafrika verbreitet und in Nordamerika ein Neophyt.[3][12]
- Eupatorium capillifolium (Lam.) Small (Syn.: Eupatorium foeniculoides Walter): Sie kommt in weiten Gebieten der Vereinigten Staaten,[3] in Kuba und auf den Bahamas vor.[10] Sie ist in Zentralamerika und Venezuela ein Neophyt.[13]
- Eupatorium chinense L.: Sie ist in Indien, Nepal, Korea, China und Taiwan verbreitet. Sie ist giftig, aber wird als Heilpflanze verwendet.[2]
- Eupatorium compositifolium Walter: Sie gedeiht in Höhenlagen von 10 bis 200, manchmal mehr, Metern in den Vereinigten Staaten.[3]
- Eupatorium formosanum Hayata (Syn.: Eupatorium formosanum var. quasitripartitum (Hayata) Kitamura, Eupatorium quasitripartitum Hayata): Sie kommt nur in Taiwan und auf den japanischen Ryūkyū-Inseln vor.[2]
- Eupatorium fortunei Turcz. (Syn.: Eupatorium caespitosum Migo, Eupatorium stoechadosmum Hance, Eupatorium chinense var. tripartitum Miq., Eupatorium fortunei var. angustilobum Y.Ling): Sie kommt selten wild in China vor. Sie duftet gut, wird als Heilpflanze und zur Gewinnung von Duftöl verwendet, wird angebaut und ist in China, Japan, Korea, nördlichen Thailand sowie Vietnam verwildert.[2]
- Eupatorium godfreyanum Cronquist: Sie gedeiht in Höhenlagen von 20 bis 300, manchmal mehr, Metern in den östlichen Vereinigten Staaten.[3]
- Eupatorium heterophyllum DC. (Syn.: Eupatorium mairei H.Lév.): Sie kommt in Nepal, Tibet und in den chinesischen Provinzen Anhui, Gansu, Guizhou, Hubei, Shaanxi, Sichuan sowie Yunnan und vielleicht in Taiwan vor. Sie wird als Heilpflanze verwendet.[2]
- Eupatorium hualiense C.H.Ou, S.W.Chung & C.I.Peng: Dieser Endemit gedeiht an Steilwänden nur in Taiwan und wurde 1998 erstbeschrieben.[2]
- Eupatorium hyssopifolium L.: Die zwei Varietäten sind von den zentralen bis östlichen Vereinigten Staaten verbreitet.[10][3]
  - Eupatorium hyssopifolium L. var. hyssopifolium: Sie gedeiht in Höhenlagen von 10 bis 200, manchmal mehr, Metern.
  - Eupatorium hyssopifolium var. laciniatum A.Gray (Syn.: Eupatorium torreyanum Short & R.Peter): Sie gedeiht in Höhenlagen von 10 bis 200, manchmal mehr, Metern.
- Eupatorium japonicum Thunb. (Syn.: Eupatorium fortunei var. tripartitum (Makino) Nakai, Eupatorium japonicum var. dissectum Makino, Eupatorium japonicum var. simplicifolium Makino, Eupatorium japonicum var. tozanense (Hayata) Kitamura, Eupatorium japonicum var. tripartitum Makino, Eupatorium japonicum var. wallichii (DC.) Yamamoto, Eupatorium tozanense Hayata, Eupatorium wallichii DC.): Sie ist in China, Japan, Korea und Vietnam weitverbreitet.[10][2]
- Eupatorium lancifolium (Torrey & A.Gray) Small: Sie gedeiht in Höhenlagen von 50 bis 500, manchmal mehr, Metern in den zentralen US-Bundesstaaten Alabama, Arkansas, Louisiana sowie Texas.[3]
- Eupatorium leptophyllum DC.: Sie gedeiht in Höhenlagen von 10 bis 50, manchmal mehr, Metern in den zentralen bis südlichen US-Bundesstaaten Alabama, Florida, Georgia, Mississippi, North Carolina sowie South Carolina.[3]
- Eupatorium leucolepis (DC.) Torr. & A.Gray: Sie von Texas bis zu den östlichen Vereinigten Staaten verbreitet.[10][3] Bis 2007 gab es zwei Varietäten[10][3], es stellte sich aber heraus, dass die eine davon eine Naturhybride ist.[1]
- Eupatorium linearifolium Walter (Syn.: Eupatorium cuneifolium Willd., Eupatorium glaucescens Elliott, Eupatorium tortifolium Chapm.): Sie gedeiht in Höhenlagen von 20 bis 100, manchmal mehr, Metern in den US-Bundesstaaten Alabama, Delaware, Florida, Georgia, Mississippi, North Carolina, South Carolina sowie Texas.[3]
- Eupatorium lindleyanum DC.: Es gibt zwei Varietäten:[2]
  - Eupatorium lindleyanum var. eglandulosum Kitamura: Sie kommt nur in den chinesischen Provinzen Jiangsu sowie Zhejiang vor.[2]
  - Eupatorium lindleyanum DC. var. lindleyanum: Sie ist in Sibirien, Korea, Myanmar, China, Taiwan, Japan und auf den Philippinen weitverbreitet. Sie wird als Heilpflanze verwendet.[2]
- Eupatorium luchuense Nakai (Syn.: Eupatorium kiirunense (Kitamura) C.H.Ou & S.W.Chung, Eupatorium luchuense var. kiirunense Kitamura): Sie kommt nur in Taiwan und auf den japanischen Ryūkyū-Inseln vor.[2]
- Eupatorium mikanioides Chapm.: Dieser Endemit gedeiht an feuchten bis nassen, manchmal salzigen Standorten in tiefen Höhenlagen von 0 bis 10, manchmal mehr, Metern nur in Florida.[3]
- Eupatorium mohrii Greene (Syn.: Eupatorium recurvans Small): Sie gedeiht in Höhenlagen von 10 bis 100, manchmal mehr, Metern von Texas bis zu den östlichen Vereinigten Staaten.[10][3]
- Eupatorium nanchuanense Y.Ling & C.Shih: Sie gedeiht an Hängen von Hügeln in Höhenlagen von 1200 bis 1700 Metern nur in Chongqing in Nanchuan und in Daguan in Yunnan.[2]
- Eupatorium omeiense Y.Ling & C.Shih: Sie gedeiht an Straßenrändern an Hängen von Hügeln in Höhenlagen von 700 bis 900 Metern in Sichuan nur in Emei Shan sowie Tianquan.[2]
- Eupatorium paludicola E.E.Schill. & LeBlond: Sie wurde 2007 erstbeschrieben und gedeiht in den Küstenebenen von North Carolina sowie South Carolina.[1]
- Durchwachsener Wasserdost (Eupatorium perfoliatum L.): Er gedeiht in Höhenlagen von 10 bis etwa 500 Metern in weiten Gebieten in Kanada und in den Vereinigten Staaten.[10][3]
- Eupatorium petaloideum Britton: Sie gedeiht in Höhenlagen von 20 bis etwa 100 Metern in den südlichen US-Bundesstaaten Alabama, nördlichen Florida, südlichen Georgia sowie Mississippi.[3]
- Eupatorium pilosum Walter: Sie gedeiht in Höhenlagen von 20 bis etwa 100 Metern in den östlichen Vereinigten Staaten.[10][3]
- Eupatorium resinosum Torr.: Sie gedeiht auf der atlantischen Küstenebene in Höhenlagen von 20 bis etwa 100 Metern nur in den östlichen US-Bundesstaaten New Jersey, North Carolina sowie South Carolina.[10] Sie ist gefährdet.[3]
- Eupatorium rotundifolium L.: Die drei Varietäten sind im östlichen Nordamerika verbreitet.[3]
  - Eupatorium rotundifolium var. ovatum (Bigelow) Torrey[3]
  - Eupatorium rotundifolium L. var. rotundifolium[3]
  - Eupatorium rotundifolium var. scabridum (Elliott) A.Gray[3]
- Eupatorium semiserratum DC.: Sie gedeiht in Höhenlagen von 10 bis 100, manchmal mehr, Metern in den südlichen US-Bundesstaaten Alabama, Florida, Arkansas, Georgia, Louisiana, Tennessee, Mississippi, North Carolina sowie South Carolina.[3]
- Eupatorium serotinum Michx.: Sie gedeiht in Höhenlagen von 10 bis etwa 400 Metern und ist von Texas bis zu den östlichen Vereinigten Staaten weitverbreitet.[3]
- Eupatorium sessilifolium L.: Sie gedeiht in Höhenlagen von 10 bis etwa 300 Metern und ist in den Vereinigten Staaten weitverbreitet.[10][3]
- Eupatorium shimadae Kitam.: Sie gedeiht auf Wiesen an Hängen sowie steinigen Standorten nur in Fujian und Taiwan.[2]
- Eupatorium tashiroi Hayata: Dieser Endemit gedeiht auf Bergen im zentralen sowie südlichen Taiwan.[2]

Naturhybriden (Auswahl):
- Eupatorium ×cordigerum (Fernald) Fernald: Es handelt sich um eine apomiktische, polyploide Hybride aus Eupatorium rotundifolium und Eupatorium perfoliatum, die in gestörten Gebieten gedeiht, in denen die beiden Arten gemeinsam in den östlichen US-Bundesstaaten Arkansas, Mississippi, North Carolina sowie South Carolina sowie Virginia vorkommen.[3]
- Eupatorium ×fernaldii R.K.Godfrey: Es handelt sich um eine apomiktische Hybride aus Eupatorium petaloideum, Eupatorium sessilifolium und Eupatorium perfoliatum. Es gibt Fundorte von der Piedmont-Region bis zur Ostseite der südlichen Appalachen.[1]
- Eupatorium ×novae-angliae (Fernald) V.I.Sullivan ex A.Haines & Sorrie: Sie ist nur von 15 Fundorten in den nordöstlichen US-Bundesstaaten Massachusetts sowie Rhode Island bekannt. Es handelt sich um eine apomiktische Hybride aus Eupatorium paludicola und Eupatorium perfoliatum.[1]
- Eupatorium ×pinnatifidum Elliott: Es handelt sich um einen Hybridschwarm, an dem Eupatorium capillifolium oder Eupatorium compositifolium und Eupatorium perfoliatum oder Eupatorium serotinum beteiligt sind. Fundorte gibt es in Alabama, Florida, Louisiana, South Carolina, Texas sowie Virginia.[3]

## Nutzung
Sorten von nur wenigen Arten (vielleicht nur von Eupatorium cannabinum; man beachte, dass die meisten gartenbaulich genannten Arten anderen Gattungen angehören) werden als Zierpflanzen in Parks und Gärten genutzt.
Einige Arten werden als Heilpflanzen und zur Gewinnung von Duftöl verwendet (Beispiele siehe oben in der Artliste).
Die medizinischen Wirkungen von Eupatorium cannabinum wurden untersucht.
Der Saft aus den Laubblättern von Eupatorium cannabinum wird bei Tieren als Insekten-Repellent genutzt. Eupatorium compositifolium und Eupatorium hyssopifolium wird als Küchengewürzkraut genutzt. Alle Pflanzenteile von Eupatorium compositifolium und Eupatorium hyssopifolium werden zur Linderung bei Bissen von Reptilien und Insekten verwendet.

## Inhaltsstoffe
Wichtige Inhaltsstoffe sind Pyrrolizidinalkaloide, Flavonoide, beispielsweise das giftige Flavon Eupatorin und das Benzofuranderivat Euparin.

## Krankheiten und Fressfeinde
Das Tobacco leaf curl virus (Reich Shotokuvirae, Familie Geminiviridae) ist ein Erreger, der gelegentlich Pflanzen dieser Gattung befällt. Diese Viren gehören zum Realm Monodnaviria. Die wahrscheinlich erste Erwähnung einer durch Viren aus diesem Realm hervorgerufenen Pflanzenkrankheit stammt aus einem Gedicht der japanischen Kaiserin Shōtoku (称徳天皇, auch Kōken japanisch 孝謙 genannt) aus dem Jahr 752, in dem eine Vergilbungs- oder Blattadernkrankheit von Wasserdost-Pflanzen beschrieben wird, die wahrscheinlich durch Geminiviren wie das Tobacco leaf curl virus verursacht wurde. Sie wurde so zur heutigen Namensgeberin des Virenreichs Shotokuvirae.
Das Laub wird von einigen Schmetterlingslarven gefressen, unter anderem von denen von Orthonama obstipata.